# Adalbert Gimbel

Adalbert Gimbel

Adalbert Gimbel (* 21. April 1898 in Frankfurt am Main; † 4. Mai 1973 ebenda) war ein deutscher Politiker (NSDAP).

## Leben und Wirken
Nach dem Besuch der Volksschule erlernte Gimbel ab 1913 das Bäckerhandwerk. Ab 1915 nahm er als Kriegsfreiwilliger am Ersten Weltkrieg teil. 1919 wurde er als 50-Prozent-Kriegsgeschädigter entlassen.
1922 wurde er Mitglied der SA-Unterabteilung „Treu-Deutsch“ in Frankfurt und am 1. September 1923 trat er in die NSDAP ein. Nach deren Auflösung in Folge des Hitlerputsches im November 1923 wurde er Mitglied der Deutschen Partei zu Frankfurt a. M. und deren 2. Geschäftsführer. Als diese sich auflöste, trat er der NSFP und nach deren Auflösung schließlich zum 2. Juni 1925 der wiedergegründeten NSDAP bei (Mitgliedsnummer 5.250). Dort avancierte er zum Gaugeschäftsführer.
1929 zog er mit einem Mandat der NSDAP als Stadtverordneter in das Stadtparlament von Frankfurt ein. Von 1930 bis 1932 wurde er NSDAP-Kreisleiter in Wetzlar und Oberlahn.
Vom 12. November 1933 bis zum 27. November 1942 saß Gimbel als Abgeordneter für den Wahlkreis 19 (Hessen-Nassau) im nationalsozialistischen Reichstag.
Zudem wirkte Gimbel als Ahnenforscher. Entsprechende Publikationen von ihm erschienen auch nach dem Ende des Zweiten Weltkrieges.